# イベリアチフチャフ
イベリアチフチャフ（学名:Phylloscopus ibericus）は、ムシクイ科に分類される鳥である。イベリア半島やアフリカ大陸に生息する。小さい体の上部は緑がかっていて、体の下部と顔は黄色がかっている。見た目はチフチャフに似ているが、イベリアチフチャフはより鮮やかな色をしている。主に虫を食べる。

## 分類
当初イベリアチフチャフはPhylloscopus collybita brehmiiというチフチャフの亜種と考えられていたが、後の研究で両者のDNAが4.6パーセント異なっていることが明らかになり、別種であることが判明した。このときこの種にはPhylloscopus brehmiiという学名がつけられたが、さらに後の研究でこのとき調査した個体がイベリアチフチャフではなく若いチフチャフであったことが判明し、最終的にイベリアチフチャフにはPhylloscopus ibericusという学名がつけられた。
イベリアチフチャフは他のメボソムシクイ属よりも古い種で、およそ200万年前にチフチャフから種分化し、間氷期にチフチャフがイベリア半島に戻ってくる前の更新世にイベリア半島で他の種から孤立したと考えられている。

### 亜種
以下の2つの亜種が確認されている。
- P. i. ibericus　イベリア半島南部とアフリカ北部に分布。
- P. i. biscayensis　イベリア半島北部に分布。

## 特徴
体長10-11センチメートル程度、体重は7-8.25グラム程度と小さい。体の上部は緑がかっているが、体の下部と顔は黄色がかっている。外見はチフチャフにとてもよく似ているが、イベリアチフチャフはより鮮やかな色をしていて、尾の付け根や肩はより強い緑色をしている。顔や喉のあたりの黄色もイベリアチフチャフの方が鮮やかである。翼はチフチャフよりもとがっていて、尾はイベリアチフチャフの方が少し長い。脚は茶色をしている個体が多い。とてもよく似ているため外見から性別を見分けることは難しい。チフチャフと外見はよく似ているが、鳴き声は全く違う。

## 分布
イベリア半島とアフリカ北部に分布する。ヨーロッパに36万から53万羽生息していると考えられており、これは全世界の個体数の約90パーセント程度とされている。この中でもスペインに最も多く分布しており、34万から40万羽が生息している。大きな移動をしない個体もあるが、多くは冬になると渡り鳥としてサハラ砂漠を渡りアフリカ西部にまで達し、セネガル、マリ南部、ブルキナファソ、ガーナ北部にまで到達する。

## 繁殖
繁殖期は2月から3月ごろに始まり、9月ごろまで続く。4個から7個程度の卵を産み13日から15日間で孵化する。

### 雑種交配
ピレネー山脈西部に、イベリアチフチャフとチフチャフの繁殖場所が重なる場所があり、そこでチフチャフとの交配が行われている。大抵はオスのイベリアチフチャフとメスのP. c. collybitaによる交配である。雑種は適応度の面で劣ることが多く、メスの雑種は繁殖能力を持たない。これはホールデンの規則に一致する例である。